# Tehrik-i-Taliban Pakistan

Flagge von Tehrik-i-Taliban

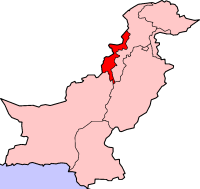
Die Federally Administered Tribal Areas (FATA) in Pakistan.

Tehrik-i-Taliban Pakistan (Bewegung der pakistanischen Taliban; Urdu تحریک طالبان پاکستان) oder kurz TTP ist eine pakistanische Terrororganisation, die ihre Basis in den Stammesgebieten unter Bundesverwaltung im Norden Pakistans an der Grenze zu Afghanistan hat. Die TTP teilt zwar einen Namen und eine deobandisch-sunnitische Orientierung mit den afghanischen Taliban, agiert jedoch unabhängig mit eigener Führung sowie mit teils gänzlich anderen Zielen.
Die TTP ist für Terroranschläge gegen Einrichtungen des pakistanischen Staates, auf Schiiten und Sufis in ganz Pakistan verantwortlich. Bisher hat sie nahezu ausschließlich in Pakistan agiert. Sie ist eine der Parteien im Konflikt in Nordwest-Pakistan.

## Ziele
Die Tehrik-i-Taliban Pakistan fordern (Stand 2011) den Abzug der pakistanischen Armee aus Wasiristan, das 2009 besetzt worden war.

### Unterschied: Afghanische vs pakistanische Taliban
Viele Regional-Experten wie Gilles Dorronsoro vom Carnegie Endowment for International Peace sind der Ansicht, dass der gemeinsame Name „Taliban“ irreführend ist. Offensiven der pakistanischen Armee gegen die pakistanische TTP wurden irrtümlicherweise als Offensiven gegen die afghanischen Taliban interpretiert, was nicht der Fall war.
Während die TTP den pakistanischen Staat in Kämpfe verwickelt, waren die afghanischen Taliban in der Vergangenheit immer auf die Unterstützung Pakistans angewiesen und werden auch heute noch von Pakistan unterstützt.
Die afghanischen Taliban sind nicht an den Anschlägen und Kampfhandlungen der TTP gegen die pakistanische Armee beteiligt. Auch ein Sprecher der afghanischen Taliban erklärte in Bezug auf die TTP:
„Wir möchten uns nicht mit ihnen zusammentun, wir haben jede Assoziierung mit pakistanischen Taliban-Kämpfern zurückgewiesen … Wir haben Sympathien für sie als Muslime, aber ansonsten gibt es nichts zwischen uns.“

## Geschichte

### Anfänge
Die TTP wurde Ende 2007 von Baitullah Mehsud als Dachorganisation von 13 pakistanischen Gruppen gegründet. Eine Rolle bei ihrer Entstehung scheinen die damaligen Operationen des pakistanischen Militärs und die Drohnenangriffe des US-Militärs in den FATA gespielt zu haben.
2009 kam es zu einem Machtkampf innerhalb der Gruppe als Baitullah Mehsud am 5. August von einer US-Drohne getötet wurde. Aus den Kämpfen ging Hakimullah Mehsud als neuer Anführer hervor.
Mehsud und seine Organisation wurden von der pakistanischen Regierung und der CIA für beide Attentate auf Benazir Bhutto verantwortlich gemacht. Beim ersten Attentat am 19. Oktober 2007 in Karatschi starben über 200 Menschen; beim zweiten am 27. Dezember 2007 starben Bhutto und 23 weitere Menschen. Die TTP bestritt jegliche Verantwortung für die Ermordung Bhuttos und schob diese der Militärregierung unter dem ehemaligen pakistanischen Präsidenten Pervez Musharraf zu.
Die TTP wird verdächtigt von Oktober 2009 bis September 2010 für 81 Selbstmordanschläge in Wasiristan verantwortlich zu sein, bei denen 1680 Menschen starben.
2009 stürmten Kämpfer der Tehrik-i-Taliban Pakistan das Hauptquartier der pakistanischen Armee in Rawalpindi nahe Islamabad und nahmen Geiseln. Der Angriff forderte 22 Tote. Eine Woche danach startete die Armee eine Offensive gegen die TTP in den Stammesgebieten unter Bundesverwaltung.
Die TTP bekannten sich auch zu den Terroranschlägen in Lahore am 28. Mai 2010. Dabei wurden zwei Moscheen der Ahmadiyya Muslim Jamaat angegriffen und 86 Menschen getötet.

### 2011
Am 3. April 2011 starben bei einem Selbstmordanschlag in einem Mausoleum eines Sufi-Heiligen in der Nähe von Dera Ghazi Khan 41 Menschen. Zu der Tat bekannten sich die Tehrik-i-Taliban Pakistan.
Ende Mai 2011 begannen die TTP eine Serie von Bomben- und Selbstmordanschlägen, bei denen 160 Menschen getötet und 350 verletzt wurden. Bei einer Attacke in der Nacht zum 23. Mai griff eine Gruppe von 15 mit Sturmgewehren und Granaten bewaffneten Männern den Marineflieger-Stützpunkt Mehran bei Karatschi an. Es dauerte 15 Stunden, bis die Streitkräfte den Stützpunkt wieder in ihre Gewalt brachten. Mindestens zehn Soldaten und drei Aufständische starben. Aus den USA gelieferte Aufklärungsflugzeuge im Wert von etwa 70 Millionen US-Dollar wurden zerstört. Der TTP-Sprecher Ehsanullah Ehsan teilte mit, dies sei die Rache für den Tod von Osama Bin Laden.
Anfang Juni 2011 griffen etwa 300 Kämpfer der TTP in Upper Dir einen Grenzposten nach Afghanistan an. Bei dem 24-stündigen Gefecht kamen zwischen 24 und 50 Soldaten und 6 Zivilisten ums Leben. Kurz danach am 8. Juni griffen etwa 100 TTP-Kämpfer einen Posten der pakistanischen Streitkräfte in Makeen an. Dabei kamen etwa 20 Menschen ums Leben.
Am 19. September fand ein Selbstmordanschlag auf den leitenden Kriminalbeamten von Karatschi, Chaudhry Aslam, statt. Dabei starben acht Menschen, Aslam blieb unverletzt. Die TTP bekannten sich zu dem Anschlag.
Im November 2011 gab die pakistanische Regierung bekannt, dass seit etwa sechs Monaten Friedensgespräche stattfänden. Die TTP hätten als vertrauensbildende Maßnahme fünf gefangene Geheimdienstmitarbeiter freigelassen. Ein hoher Taliban-Kommandeur sprach am 23. November von einer Waffenruhe. Am gleichen Tag bekannte sich allerdings ein anderer TTP-Sprecher zu einem Überfall auf eine Polizeistation in Dera Ismail Khan bei der zwei Polizisten und vier weitere Personen getötet wurden und es gäbe keine Waffenruhe. Wiederum ein anderer Kommandeur der Taliban behauptete am selben Tag, die Waffenruhe gelte nur in Süd-Wasiristan.

### 2012
Am 15. April 2012 führten Kämpfer der TTP einen nach eigenen Angaben lange geplanten Angriff auf ein Gefängnis in der Stadt Bannu im Nordwesten Pakistans durch, bei denen 384 Häftlinge entkommen konnten, darunter ein wichtiger Anführer der Gruppierung. Der Angriff dauerte zwei Stunden, die Taliban kamen u. a. mit Pickups und Motorrädern und konnten Straßensperren errichten.
Bei einem Angriff auf einen Militärstützpunkt in Süd-Wasiristan in der Nacht vom 28. auf den 29. August starben mindestens 27 Menschen. Laut pakistanischen Informationen waren darunter 18 Aufständische und neun Soldaten.
Am 9. Oktober 2012 wurde ein Anschlag auf Malala Yousafzai verübt, bei dem sie durch Schüsse am Kopf getroffen wurde und schwer verletzt überlebte. Außer ihr wurden noch zwei weitere Mädchen leicht verletzt.

### 2013
Im März 2013 gab die TTP bekannt, sie ziehe ihr Friedensangebot an die Regierung zurück (wohl um zu sehen, welche Regierung nach den Wahlen ins Amt kommen würde).
Am 11. Mai fanden Parlamentswahlen in Pakistan statt. Stärkste Partei wurde die „Muslimliga Pakistans“ mit 32,8 Prozent. Nawaz Sharif wurde zum Premierminister gewählt (er war dies bereits von November 1990 bis Juli 1993 und von Februar 1997 bis Oktober 1999).
Die TTP zog ihr Friedensangebot zurück, nachdem am 28. Mai 2013 ein Drohnenangriff Wali-ur-Rehman (den Stellvertreter von Hakimullah Mehsud) getötet hatte (Näheres und Quellen siehe Drohnenangriffe in Pakistan#Ziele).
Am 1. November 2013 gaben beide Seiten (USA und TTP) bekannt, dass Mehsud durch einen Drohnenangriff getötet worden war.

### 2014
Im Oktober 2014 sagte die Führung der TTP der Terrororganisation Islamischer Staat (IS) Unterstützung zu.
Am 16. Dezember 2014 drangen sieben Kämpfer der TTP in der Stadt Peschawar in eine von der Armee betriebene Schule ein und ermordeten 148 Menschen, darunter mehr als 130 Kinder. Es handelte sich um den Terroranschlag mit der bisher höchsten Zahl an Todesopfern in Pakistan.

### 2016
Am 13. Januar 2016 griffen TTP Kämpfer das Impfzentrum der Stadt Quetta, Hauptstadt der Provinz Belutschistan in Südwestpakistans an. Der Anschlag reihte sich in eine Reihe von Angriffen von Islamisten auf Polio-Impfstellen ein. Bei dem Selbstmordanschlag kamen 13 Polizisten und zwei Zivilisten um. Weitere 25 Menschen wurden durch Bombensplitter verletzt.
Bei dem ähnlich dem 2014 ausgeführten Anschlag auf die Universität Charsadda 2016 starben 20 Menschen und 50 wurden verletzt. Die vier Angreifer wurden erschossen. Der Sprecher der TTP aus der Peschawar-Region sagte, der Anschlag sei ein Racheakt für die vom Pakistanischen Militär 2015 getöteten „Kameraden“. Die Taliban hätten eine Universität angegriffen, „damit die Leute nicht wieder sagen: Wir töten Kinder“.

### 2018
Am 8. März 2018 setzte das US-Außenministerium fünf Millionen US-Dollar Kopfgeld für Informationen über Fazlullah aus.

### 2021
Seit der Machtergreifung der Taliban in Afghanistan im Sommer 2021 fühlt sich die TTP offenbar beflügelt; sie hat ihre Aktivitäten in Pakistan verstärkt.

### 2024
Die Spannungen zwischen Pakistan und Afghanistan nahmen zu. Im Juni hat die pakistanische Regierung eine Militärkampagne unter dem Namen Azm-e-Istehkam ("Entschlossenheit für Stabilität") gestartet und die afghanische Regierung wiederholt beschuldigt, bewaffneten Gruppen, insbesondere der TTP, Unterschlupf zu gewähren, die angeblich grenzüberschreitende Angriffe auf pakistanische Sicherheitskräfte verübten. Während die afghanischen Taliban bestreiten, bewaffneten Gruppen Zuflucht zu gewähren oder zuzulassen, dass ihr Gebiet für grenzüberschreitende Angriffe genutzt wird, behauptet Pakistan, dass die TTP ihre Operationen von afghanischen Zufluchtsorten aus durchführt. Bei einer Unterrichtung des Sicherheitsrates der Vereinten Nationen erklärte Pakistan, dass Tausende von TTP-Kämpfern in Afghanistan Zuflucht gesucht hätten. Zwei Mal im Jahr 2024, im März und im Dezember, hat die pakistanische Luftwaffe Angriffe auf Ziele im Nachbarland verübt.
Im Dezember bekannten sich TTP-Kämpfer zur Tötung von mindestens 16 pakistanischen Soldaten in Süd-Waziristan, einem der tödlichsten Angriffe auf Sicherheitskräfte in letzter Zeit.

## Mit den TTP assoziierte Gruppen
- Lashkar-e-Islam